# Palazzo Fauzone di Montaldo
Palazzo Fauzone di Montaldo, dimora storica di origini medievali, si trova a Mondovì, in provincia di Cuneo, nel Piemonte meridionale. Sorge nella parte alta della città, a pochi passi da Piazza Maggiore. 

## Le origini medievali
I primi documenti che attestano le tasse pagate dalla famiglia Fauzone per il possesso dell’area a cavallo tra ruata Porta di Vico e ruata san Donato (l’attuale via Giolitti) risalgono al Duecento, contemporaneamente allo sviluppo del primo nucleo del libero comune di Mondovì, su quello che era anticamente chiamato Monte di Vico (l’attuale rione di Piazza). L’area è oggi occupata da palazzo Fauzone di Montaldo, con la facciata rivolta su via Vico, e palazzo Fauzone di Nucetto, con facciata su via Giolitti. Fu Guglielmo Fauzone a dividere le proprietà fra i figli, assegnando quella corrispondente a via Vico al figlio Franceschino, capostipite del ramo che assunse il nome di Fauzone di Montaldo. In un documento del 1480 la proprietà risulta in capo a tre eredi di Franceschino Fauzone. Dalla descrizione e dall’osservazione in loco, si possono individuare le strutture di tre case-torri di stampo medievale, munite di giardino, cortili interni e pozzi e/o cisterne per l’approvvigionamento dell’acqua.

## La trasformazione rinascimentale

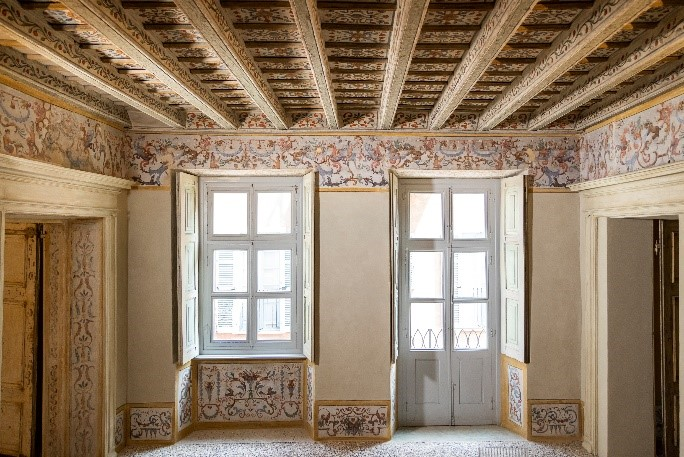
La sala delle Grottesche, finemente affrescata in stile manierista, in seguito ai restauri avviati nel 2016.

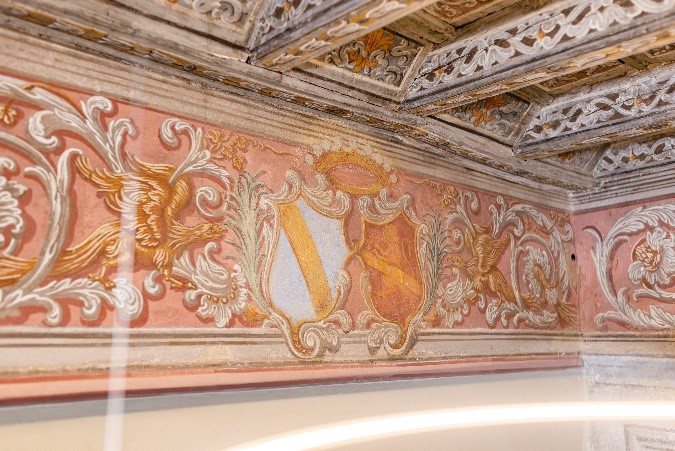
Una delle coppie di stemmi del blasonario affrescato nella Sala delle Alleanze di Palazzo Fauzone di Montaldo

Nel catasto del 1540 le tre case torre appaiono riunite in unica proprietà. Con l’arrivo dei Savoia in territorio piemontese a inizio Cinquecento, era infatti emersa per i Fauzone di Montaldo l’esigenza di avere un palazzo adatto alle pubbliche relazioni con nobili, ambasciatori e alti rappresentanti della Chiesa, ospitando cerimonie, banchetti ed eventi ufficiali. Era stato dunque necessario iniziare una serie si ristrutturazioni, con l’intenzione di trasformare radicalmente le strutture medievali nel palazzo rinascimentale di oggi. La rinnovata funzione mondana di Palazzo Fauzone di Montaldo si manifestò con una riorganizzazione generale degli interni. In particolare venne a crearsi la necessità di unificare il livello dei pavimenti a ogni piano, in precedenza sfalsati in quanto appartenenti a tre edifici distinti. Vennero costruite comode scale in muratura per ottenere il massimo disimpegno dagli accessi ai vani sia per i signori che per la servitù. L’intento era quello di sviluppare percorsi coerenti e razionali in orizzontale quanto in verticale. Alle trasformazioni messe in opera tra il Cinquecento e il Seicento è ascrivibile anche la creazione di un raffinato salone di ricevimento con stemmario. L’armoriale viene citato come uno dei più importanti del Piemonte insieme a quelli di Staffarda, Masino, Lagnasco e Muratori-Cravetta a Savigliano. 

## La facciata barocca
Secondo la definizione dell’architetto Giampiero Vigliano, Mondovì è “una città barocca in una matrice medievale”. Queste due anime sono tutt’oggi individuabili in numerose “sostituzioni barocche” sovrapposte all’impianto medievale originale, come testimoniano i palazzi che si affacciano sulla piazza Maggiore, molti dei quali presentano ancora il porticato originale risalente al XIII secolo. Per gli storici dell’arte e dell’architettura, Palazzo Fauzone di Montaldo rappresenta un concreto esempio delle continue trasformazioni che hanno segnato il ricco percorso storico che ne connette le origini medievali alla conformazione attuale. Il sistema ingresso-androne-caposcala-loggiato, tratto distintivo che accomuna i palazzi monregalesi di maggior pregio, è databile tra fine Seicento e inizio Settecento. In particolare, l’imponente portale in pietra arenaria di Vico, finemente scolpito, sormonta un portone in legno di noce scolpito di eccezionale fattura, tantopiù perché appartenente ad un’abitazione civile. Allo stesso periodo risale anche il rinnovamento della facciata, sulla scia dei lavori intrapresi presso molti importanti palazzi monregalesi. I lavori ebbero il proprio culmine nel primo quarto del Settecento. La decorazione è caratterizzata da intonaco naturale colorato a tinte a calce, su cui si innestano decorazioni in stucco a rilievo (detto marmorino), che la impreziosiscono e creano una maggiore partitura architettonica. L’apparato decorativo segue tutta la facciata, dalle modanature orizzontali che sottolineano i piani abitativi, alle cornici ornamentali che segnano le finestre e le portefinestre. Tutta la bellezza della facciata è giocata sull’alternanza dello stucco a rilievo liscio poi rifinito con incisioni e bianco e gli sfondati di intonaco ruvido e colorato. 

## I restauri
Il restauro di Palazzo Fauzone di Montaldo è iniziato nel 2016 e ha richiesto ben sette anni. In primis è stata restaurata la facciata Barocca e messa in salvo la struttura portante, a rischio di crollo a causa degli oltre 60 anni di abbandono. Poi si è proceduto con una nuova definizione degli spazi interni, adattate alle nuove funzioni d’uso. Al piano nobile, in particolare, è stato effettuato un restauro di tipo conservativo che ha riportato all’antico splendore non solo i soffitti a cassettoni decorati e gli affreschi rinascimentali, ma ha permesso di ritrovare alcuni squarci di decorazioni quattrocentesche. 

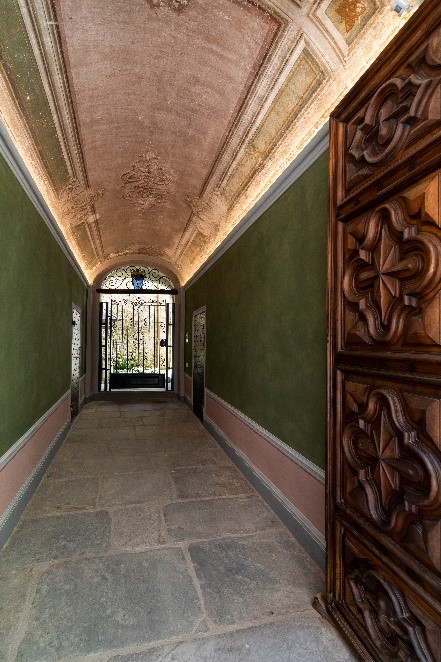
Ingresso di Palazzo Fauzone di Montaldo, ora Palazzo Fauzone Relais, in seguito ai restauri.

## Curiosità
- Palazzo Fauzone di Montaldo per ottocento anni è passato in eredità diretta di padre in figlio, fino alla completa alienazione avvenuta nel 2016.
- Uno dei visitatori più illustri del palazzo fu Enrico III di Navarra: il futuro Enrico IV re di Francia venne ospitato da Franceschino Fauzone, mentre si recava dalla Spagna a Firenze per visitare la madrina Caterina De’ Medici.